# Cristais
Cristais is een gemeente in de Braziliaanse deelstaat Minas Gerais. De gemeente telt 11.269 inwoners (schatting 2009).

## Aangrenzende gemeenten
De gemeente grenst aan Aguanil, Boa Esperança, Campo Belo, Formiga, Guapé en Ilicínea.